# ジーロング (掃海艇)
ジーロング (HMAS Geelong) はオーストラリア海軍の掃海艇。バサースト級。

## 艦歴
1940年10月15日起工。1941年4月22日進水。1942年1月16日就役。
「ジーロング」はオーストラリア東岸やニューカレドニア、ニューギニア周辺などで対潜任務や船団護衛に従事した。
また、1942年5月の日本の特殊潜航艇によるシドニー港攻撃の際港内に停泊しており、日本の特殊潜航艇と思われるものを砲撃している。
1944年10月18日、ミルン湾からマダンおよびホーランジアへ向かっていた「ジーロング」はランゲマク (Langemak) の北でアメリカのタンカー「ヨーク (York)」と衝突し沈没した。「ジーロング」に乗っていた102人全員が「ヨーク」に救助され、死者は出なかった。